# Cotycicuiara alternata
Cotycicuiara alternata là một loài bọ cánh cứng trong họ Cerambycidae.